# Bokermannohyla izecksohni
Bokermannohyla izecksohni је водоземац из реда жаба и фамилије Hylidae. 

## Угроженост
Ова врста је крајње угрожена и у великој опасности од изумирања.

## Распрострањење
Ареал врсте је ограничен на једну државу и површину од само 10 km². Бразил (држава Сао Пауло) је једино познато природно станиште врсте.

## Станиште
Станишта врсте су шуме и слатководна подручја.